# Carlos Torres Villarreal
Carlos Alberto Torres Villarreal (10 de gener de 1993) és un ciclista veneçolà amateur. El 2017 va aconseguir la victòria final a la Volta a Veneçuela.

## Palmarès
- 2017
  - 1r a la Volta a Veneçuela
  - Vencedor d'una etapa a la Volta al Táchira